# Ezequiel Vicente
Ezequiel Oscar Vicente, Ituzaingó, Argentina, 15 de mayo de 1984 es un futbolista argentino que actualmente juega de defensa en Laferrere.

## Clubes
| Club                  | País      | Año           |
| --------------------- | --------- | ------------- |
| Boca Juniors          | Argentina | 2004          |
| Maccabi Tel Aviv      | Israel    | 2004          |
| Técnico Universitario | Ecuador   | 2005-2006     |
| Real Arroyo Seco      | Argentina | 2007          |
| Acassuso              | Argentina | 2007 - 2011   |
| Almagro               | Argentina | 2011 - 2012   |
| Tristán Suárez        | Argentina | 2012 - 2016   |
| Atlanta               | Argentina | 2016 - 2017   |
| Tristán Suárez        | Argentina | 2017 - 2019   |
| Colegiales            | Argentina | 2019-2020     |
| Argentino de Quilmes  | Argentina | 2020-2021     |
| Laferrere             | Argentina | 2021-presente |

- Datos: Q5800398